# Andrew Heywood
Andrew Heywood – brytyjski politolog, związany był z Orpington College oraz Croydon College, gdzie był dyrektorem studiów politologicznych. Przewodniczył także rządowej komisji egzaminacyjnej ds. polityki.
Autor podręczników z zakresu myśli politycznej: Political Ideas and Concepts (1994), Key Concepts in Politics (2000), Political Ideologies. An Introduction (2003) i Political Theory. An Introduction (2004).